# Zonosaurus madagascariensis
Espèce
Synonymes
- Cicigna madagascariensis Gray, 1831
- Gerrhosaurus bifasciatus Duméril & Bibron, 1839

Statut de conservation UICN

 LC  : Préoccupation mineure
Zonosaurus madagascariensis, le Zonosaure de Madagascar,  est une espèce de sauriens de la famille des Gerrhosauridae.

## Répartition
Cette espèce se rencontre à Madagascar, aux îles Glorieuses et à Cosmoledo aux Seychelles.

## Description

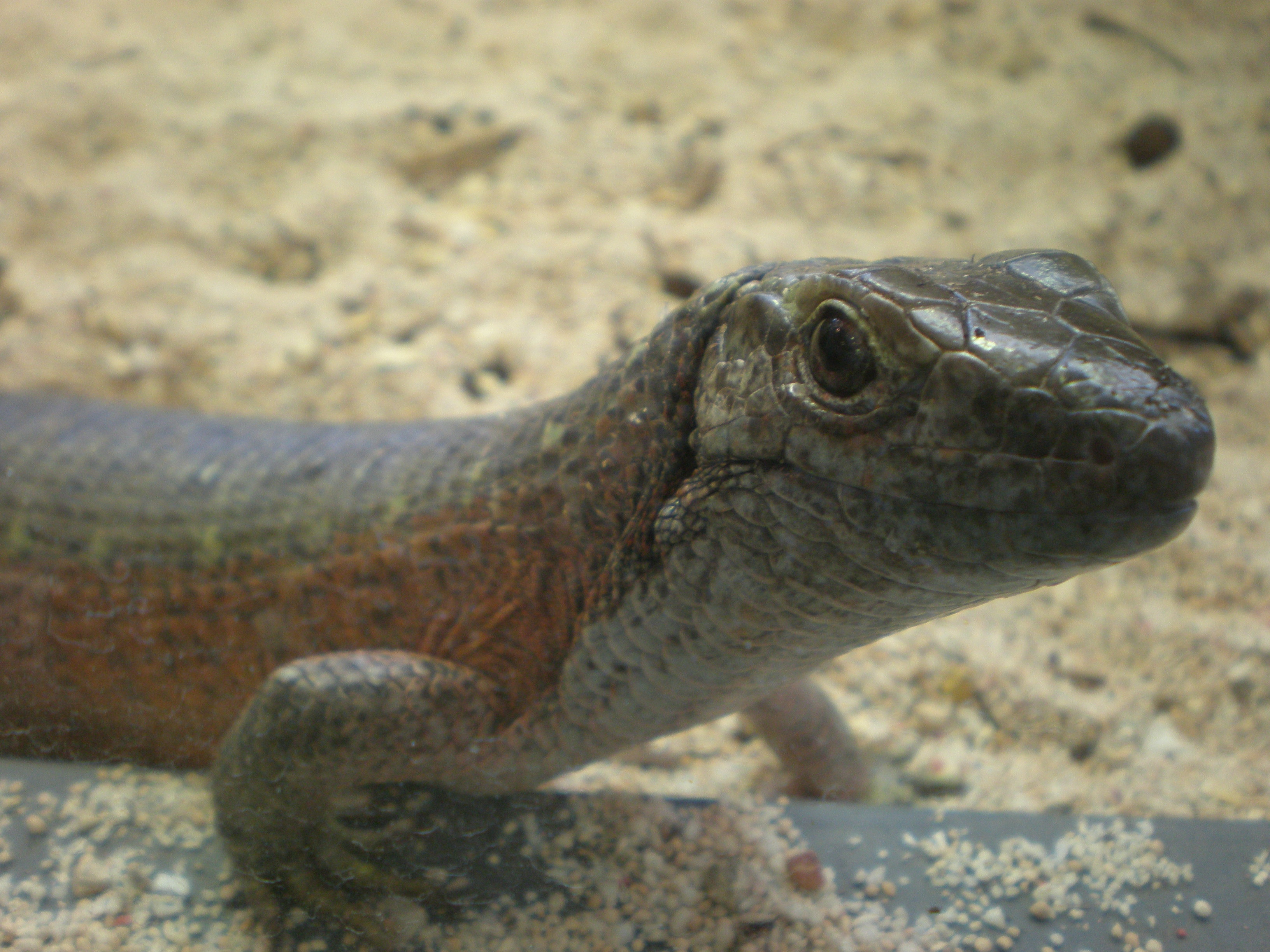
Zonosaurus madagascariensis

Zonosaurus madagascariensis mesure jusqu'à 30 cm. C'est une espèce ovipare qui se nourrit d'insectes et de petits mammifère.

## Liste des sous-espèces
Selon The Reptile Database (31 janvier 2014) :
- Zonosaurus madagascariensis insulanus Brygoo, 1985 des îles Glorieuses et de Cosmoledo
- Zonosaurus madagascariensis madagascariensis (Gray, 1831) de Madagascar

## Étymologie
Son nom d'espèce, composé de madagascar(i) et du suffixe latin -ensis, « qui vit dans, qui habite », lui a été donné en référence au lieu de sa découverte.

## Publications originales
- Brygoo, 1985 : Les Gerrhosaurinae de Madagascar Sauria (Cordylidae). Mémoires du Museum National d'Histoire Naturelle, Série A Zoologie, vol. 134, p. 1-65
- Gray, 1831 "1830" : A synopsis of the species of Class Reptilia. The animal kingdom arranged in conformity with its organisation by the Baron Cuvier with additional descriptions of all the species hither named, and of many before noticed, V Whittaker, Treacher and Co., London, vol. 9, Supplement, p. 1-110 (texte intégral).